# 유성 파스텔

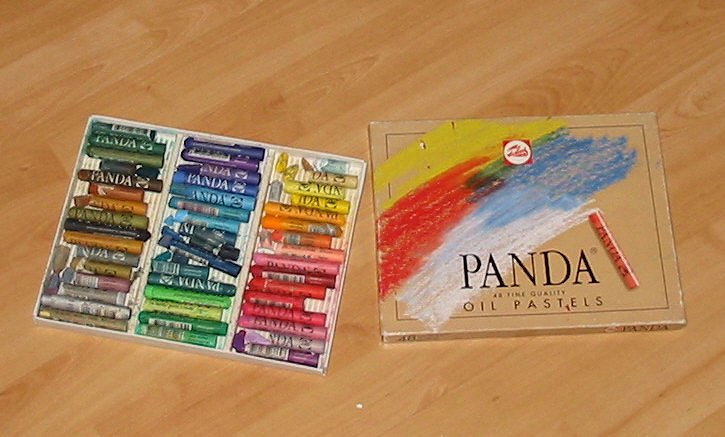

유성 파스텔(oil pastel) 또는 크레파스(Cray-Pas)는 크레용과 파스텔의 중간 정도 질감을 가진 미술 도구이다. 만드는 방법은 안료를 유지로 굳히는 것이다.
어린이집, 유치원, 초등학교에서 주로 사용한다.

## 역사
1926년 일본 사쿠라 상회에서 생산하기 시작했으며, 2009년 현재도 일본에서 '크레파스(クレパス)'는 사쿠라 크레파스의 등록 상표이다.

## 같이 보기
- 크레용
- 파스텔